# Prêmio de Arquitetura Erich Schelling
O Prêmio de Arquitetura Erich Schelling (em alemão:  Erich-Schelling-Architekturpreis) é um dos mais significativos prêmios de arquitetura e teoria da arquitetura da Alemanha.
O prêmio é concedido a cada dois anos a um arquiteto ou escritório de arquitetura e a um teórico da arquitetura. Homenageia o arquiteto alemão Erich Schelling, sendo concedido na cidade de Karlsruhe no dia de sua morte, 14 de novembro, ou próximo a este dia. Em 2014 foi concedido em 12 de novembro. Foi estabelecido em 1992 pela Fundação Arquitetura Erich Schelling, por sua viúva Trude Schelling-Karrer e por Heinrich Klotz, então diretor do Museu de Arquitetura da Alemanha, promovendo a história e a teoria da arquitetura. Contrariamente a outros prêmios de arquitetura, o prêmio também pode ser concedido para projeto não realizado. Desde 2006, junto com o prêmio são também concedidas medalhas a outras pessoas.
O prêmio é dotado com 30 mil euros.

## Recipientes
- 1992: Coop Himmelb(l)au e Werner Durth
- 1994: Zaha Hadid e Wolfgang Pehnt
- 1996: Peter Zumthor e Nikolaus Kuhnert
- 1998: Sauerbruch/Hutton, Busse & Geitner e Stanislaus von Moos
- 2000: Kazuyo Sejima e Martin Steinmann
- 2002: Evento especial para marcar o 100º aniversário sem cerimônia de premiação
- 2004: Benjamin Foerster-Baldenius e Manuel Castells
- 2006: Lacaton & Vassal Architects e Werner Sewing (Prêmio); Alejandro Aravena/Titus Bernhard/Sergison Bates Architects e Uta Elisabeth Hassler/Niklaus Kohler (Medalha)
- 2008: Jensen & Skodvin, Oslo e Friedrich Achleitner, Viena (Prêmio); Jürg Conzett, Chur e Richard Kroeker, Halifax (Medalha)
- 2010: Wang Shu e Lu Wenyu (Estúdio de Arquitetura Amador), Hangzhou (Prêmio de Arquitetura Schelling); Jean Louis Cohen (Prêmio de Teoria da Arquitetura Schelling); Tom Heatherwick (Medalha); Kaschka Knapkiewicz e Axel Fickert, Zurique (Medalha)
- 2012: Al Borde Arquitectos (Prêmio de Arquitetura Schelling); Kenneth Frampton (Prêmio de Teoria da Arquitetura Schelling)
- 2014: Diébédo Francis Kéré[1]